# 張任飛
張任飛（1917年2月3日—1983年），江蘇江都人。台灣新聞從業者及雜誌發行人，長年致力於新聞媒體的改良及人才培育，也曾創辦多本雜誌並獲頒金鼎獎。

## 生平
1917年，張任飛出生於中華民國江蘇省江都縣。
1936年，張任飛畢業於蕪湖高級農業職業學校，隨後考入安徽省銀行任辦事員。
1938年，張任飛從軍並任中尉軍需。1940年，張任飛入資源委員會，在廣西和越南佐理鎢銻金屬出口事務，隨即被調往重慶。
1941年，張任飛考入復旦大學新聞系，後於1945年畢業。畢業後，張任飛入中央通訊社擔任編輯，並於不久後調任臺北分社擔任採訪組長，再回總社任採訪部代主任。
1959年，張任飛入波士頓大學新聞學院進修，復前往美聯社、合眾國際社、《時代週刊》雜誌社及各大城市報社參觀。
1961年起，張任飛在國立政治大學新聞系兼任副教授從事教學工作。
1964年，張任飛創辦雜誌《英文臺灣貿易月刊》及《自由中國年鑑》。
1965年，張任飛辭去中央通訊社職務。
1968年，張任飛陸續創辦《婦女雜誌》及《綜合月刊》，並獲行政院新聞局頒與「優良雜誌金鼎獎」。
1971年，張任飛出任中華民國新聞評議會秘書長。
1972年，張任飛創辦兒童刊物《小讀者》。1977年，張任飛創辦《現代管理月刊》。
1983年，張任飛因肺癌惡化病逝臺大醫院。
此外，張任飛長年致力於新聞媒體的各種改良嘗試及培育人才。

## 軼事
- 二二八事件中，張任飛見證陳儀曾在事發初期下令軍隊鎮壓亂事。[5]

## 語錄
- 「雜誌的停刊，這只代表我們是失敗者，並非中國雜誌沒有前途。」[1]
- 「把雜誌辦好。」[6]